# Jean Colin (général)
Jean Colin (Jean, Lambert, Alphonse ; né à Chatou le 27 décembre 1864 – mort au combat sur le front des Balkans le 30 décembre 1917) est un officier d'artillerie et essayiste français. Considéré comme l'un des plus brillants membres de l'état-major français d'avant 1914, il a laissé des analyses détaillées sur l'évolution des tactiques militaires tout au long du XIXe siècle.

## Carrière
Formé à l'École polytechnique, il aborde l'histoire de la stratégie moderne au travers des écrits des réformateurs allemands, Clausewitz et Bernhardi. Sa traduction de Der Feldzug von 1796 in Italien (Clausewitz, 1859) est publiée sous le titre Études sur la campagne de 1796-1797 en Italie (1889), et le fait admettre au Service Historique de l'Armée à Vincennes (1900). Ce poste lui permet de poursuivre ses recherches sur les idées du jeune Bonaparte, exposées dans son chef d’œuvre, L’Éducation militaire de Napoléon (1901), qui demeure, au côté des études du colonel H. Camon, un classique sur la stratégie napoléonienne. Il y met en évidence l'importance de la logistique et de la stabilité des lignes d'approvisionnement, dans un contexte où la guerre mobilise des armées de plus de 100 000 hommes dans chaque camp.
Son étude sur Les transformations de la Guerre (1911), qui a connu deux traductions en anglais (1912), développe l'idée selon laquelle le poids croissant des opinions publiques modifie essentiellement les buts de guerre que peuvent se proposer les belligérants.
Au cours de la Grande Guerre, il combat d'abord en France. Son recueil Les Grandes Batailles de l'Histoire (1915) ne présente plus aujourd'hui qu'un intérêt documentaire ; promu général de brigade (1917), il est tué sur le front de Serbie.

## Autres écrits
- Les Campagnes du maréchal de Saxe (1901–1906)
- Louis XV et les Jacobites:  Le projet de débarquement en Angleterre de 1743–1744. (1901)  Libr. Militaire R. Chapelot et Cie, Paris.